# Fort Boyard (polski program telewizyjny)
Fort Boyard (odsłona dla Viaplay pod nazwą Fort Boyard Polska) – polski program telewizyjny typu reality show oparty na francuskim formacie Fort Boyard, emitowany w latach 2008–2009 przez TVP2 i udostępniany w latach 2021–2022 (również premierowo) przez platformę wideo na życzenie Viaplay. Producentem pierwszej polskiej odsłony programu była ATM Grupa, drugiej natomiast Endemol Shine Polska.

## Ekipa
W odsłonie dla TVP2 rolę strażnika fortu (a tym samym prowadzącego) pełnił Robert Gonera, a towarzyszki uczestników – Katarzyna Glinka; łamigłówki na wieży zagadek zadawał Janusz Weiss. W tej wersji programu pojawiali się także Passe-Partout, Passe-Temps, Felindra i monsieur La Boule.
W odsłonie dla Viaplay prowadzącymi zostali Elżbieta Romanowska i Mariusz Kałamaga, mędrczynią zaś Tamara Gonzalez Perea; jednym ze współprowadzących został ponadto Paweł Rupala (Papina McQueen). W programie ponownie pojawili się Passe-Partout i Passe-Temps.

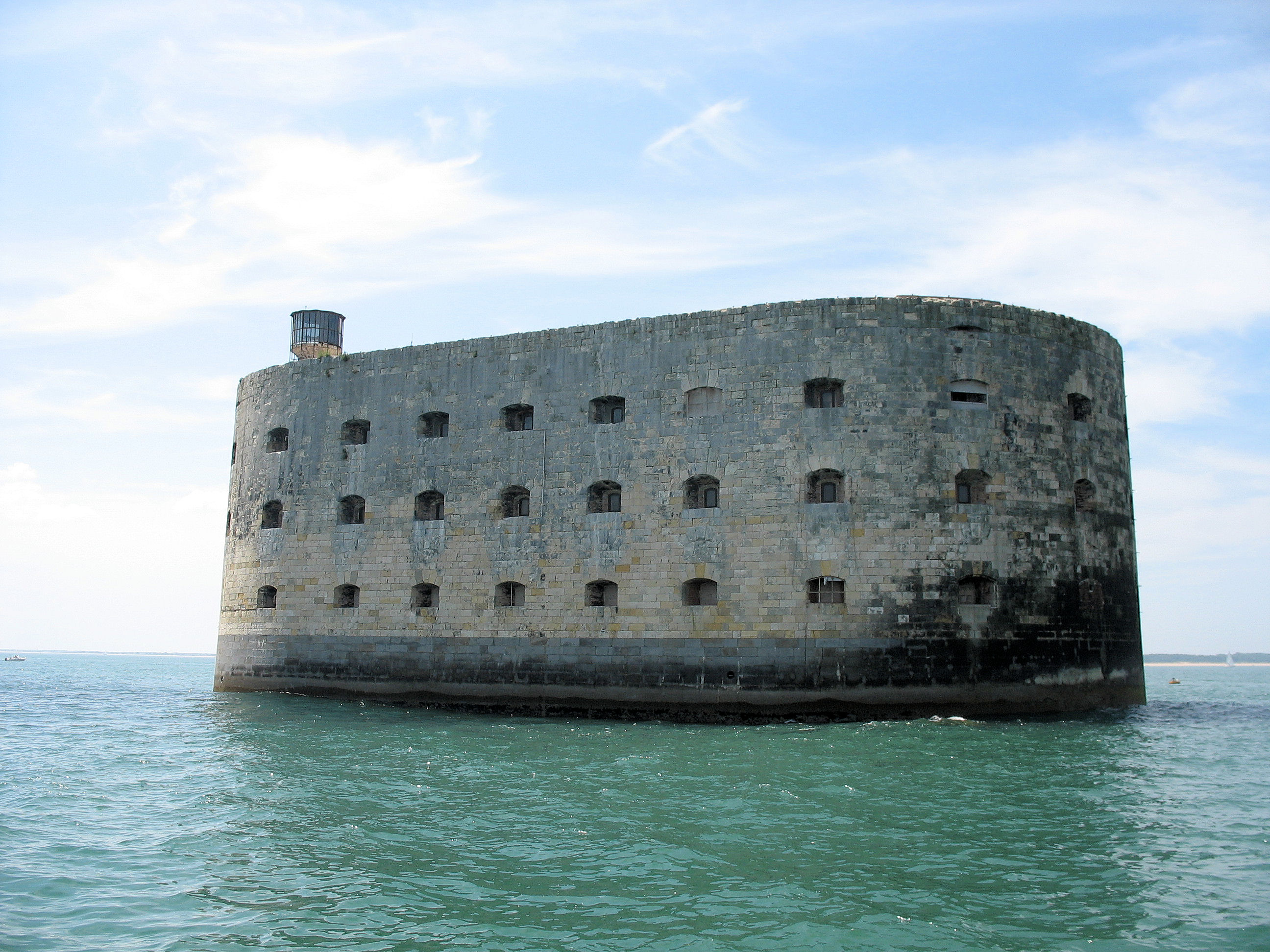
Program zrealizowano we francuskim La Rochelle, gdzie znajduje się Fort Boyard

## Zasady gry

### Odsłona Telewizji Polskiej
W grze udział brały pięcioosobowe drużyny, których kapitanem była osoba znana ze świata show-businessu, sportu itp..
W pierwszym etapie zadaniem drużyny było zdobycie 5 kluczy, które otworzą bramę skarbca. Można było je zdobyć wykonując zadania sprawnościowe, manualne i wymagające dużej aktywności fizycznej (kilka – około siedmiu–ośmiu), a także logiczne, w tym rozwiązując zagadki zadawane przez Janusza Weissa (dwukrotnie w odcinku). Czas na wykonanie każdego zadania odmierzały klepsydry; wynosił około 2–3 minut. Jeżeli zawodnik nie zdążył opuścić komnaty, w której wykonywał zadanie przed upływem wyznaczonego czasu, niezależnie od tego, czy zdobył klucz, czy nie, stawał się „więźniem Fortu Boyard” i nie uczestniczył w kolejnych zadaniach tego etapu. Jeżeli drużynie nie udało się zdobyć 5 kluczy, to mogli je dokupić za cenę skrócenia finału o 15 sekund. Jeżeli drużyna zdobyła więcej niż 5 kluczy, nadliczbowe klucze wymieniano na dodatkowe wskazówki naprowadzające na hasło w finale.
W etapie drugim zadaniem zawodników było zdobycie jak największej liczby rulonów ze słowami-wskazówkami. Jedną można było je zdobyć na wieży zagadek, a kolejne dwie, wykonując zadania wymagające większej sprawności fizycznej i odwagi.
Trzeci (i ostatni) etap trwał trzy minuty (ewentualnie mniej z powodu wykupienia kluczy po pierwszym etapie). Drużyna musiała na podstawie zdobytych wskazówek odgadnąć hasło i wynieść ze skarbca jak najwięcej złotych monet (charakterystycznym elementem finału były tygrysy, które krążyły po skarbcu przed otwarciem jego bramy). Jeżeli drużyna nie znała poszukiwanego słowa, mogła poświęcić jednego lub kilku zawodników, aby skorzystać z kolejnych słów-wskazówek – ci gracze jednak nie mogli wejść do skarbca i zbierać złota. Po ustaleniu swojej odpowiedzi zawodnicy wchodzili do skarbca oraz układali hasło, stając na odpowiednich literach na planszy na podłożu (lub – jeśli brakło osób – stawiali na nich masywne kule). Podanie błędnego hasła skutkowało przegraną – uczestnicy nie wygrywali żadnych pieniędzy. Jeżeli podane hasło było prawidłowe, zawodnicy mogli zabierać złoto. Kilkanaście sekund przed upływem czasu brama do skarbca zaczynała się opuszczać. Wszyscy uczestnicy musieli wyjść ze skarbca przed opadnięciem bramy na wysokość uniemożliwiającą jego opuszczenie (w przeciwnym wypadku straciliby całą wygraną). Wartość wyniesionego ze skarbca złota przeliczano na polską walutę. Wyświetlona suma stanowiła wygraną uczestników.
Przykłady zadań w polskiej wersji
Beczka, bokser, chińskie pałeczki, ekskalibur, kołowrotek, kółko i krzyżyk, krawcowa, kukurydza, kula pod siecią, obrotowe drzwi, opadający sufit, paczki pocztowe, rowery, spacer przy ścianie, szpada, trzy kubki, walce, wahadło, skok po klucz, sieć pająka, przejście po linie, matematyk, kajak, chwiejna deska, podwodna zagadka, skok na trapez, skorpiony, tratwa.

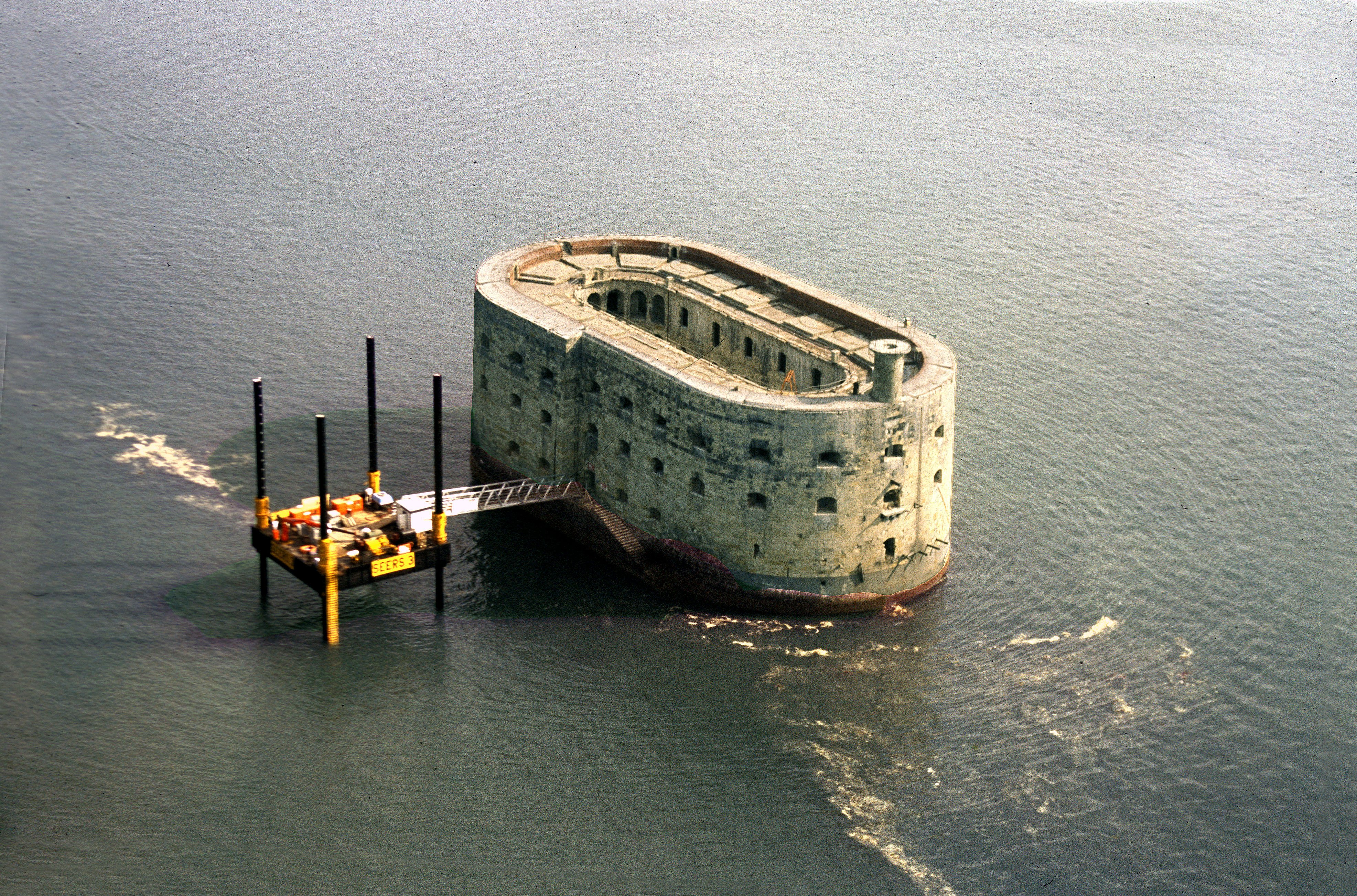
Widok na fort z góry

### Odsłona Viaplay
W każdym odcinku programu udział biorą dwie rywalizujące ze sobą drużyny składające się z trzech celebrytów. Zdobyta przez uczestników nagroda przekazywana jest na cele charytatywne.
Uczestnicy wykonują zadania, aby zdobyć klucze dla swoich drużyn. Część zadań przeznaczona jest dla jednej z drużyn, część zadań to rywalizacja obu zespołów. Jeśli zawodnik nie opuści komnaty, w której wykonuje zadanie przed upływem czasu, drużyna wykupuje go jednym kluczem. Klucze służą do otwarcia skarbca (podzielonego na dwie przegrody – po jednej dla każdej z drużyn). Aby otworzyć skarbiec, trzeba dysponować siedmioma kluczami. Jeśli drużyna nie uzyska ich odpowiedniej liczby, może je zdobyć w finale, ale traci w ten sposób czas, który mogłaby przeznaczyć na wynoszenie złota; jeśli drużyna zdobycie więcej kluczy, to każdy nadmiarowy może wymienić na dodatkowy kilogram złota. Złoto ze skarbca wynoszą jednocześnie oba zespoły, ale wygraną zatrzymuje tylko ta drużyna, która wyniesie go więcej (nieopuszczenie skarbca oznacza przegraną). Nagroda przeliczana jest na polską walutę i przekazywana na cele charytatywne.

## Emisja programu
| Seria                        | Seria | Odcinki    | Sezon       | Data premiery pierwszego odcinka | Data premiery ostatniego odcinka | Pora emisji / udostępniania      |
| ---------------------------- | ----- | ---------- | ----------- | -------------------------------- | -------------------------------- | -------------------------------- |
| Fort Boyard (TVP2)           |       |            |             |                                  |                                  |                                  |
| 1.                           | 1.    | 1–13 (13)  | jesień 2008 | 6 września 2008                  | 6 grudnia 2008                   | sobota 19.55 (6 IX)              |
| 1.                           | 1.    | 1–13 (13)  | jesień 2008 | 6 września 2008                  | 6 grudnia 2008                   | sobota 20.05 (13 IX – 4 X)       |
| 1.                           | 1.    | 1–13 (13)  | jesień 2008 | 6 września 2008                  | 6 grudnia 2008                   | sobota 19.10 (11 X – 6 XII)      |
| 2.                           | 2.    | 14–26 (13) | wiosna 2009 | 7 marca 2009                     | 30 maja 2009                     | sobota 19.05                     |
| Fort Boyard Polska (Viaplay) |       |            |             |                                  |                                  |                                  |
| 3.                           | 1.    | 27–34 (8)  | jesień 2021 | 12 września 2021                 | 3 października 2021              | niedziela 00.01 (po dwa odcinki) |
| 4.                           | 2.    | 35–42 (8)  | jesień 2022 | 9 września 2022                  | 21 października 2022             | piątek                           |

Premierowe odcinki pierwszej serii (2008) oglądało średnio 2,33 mln widzów.

## Gwiazdy i celebryci, którzy wzięli udział w programie
Seria 1.

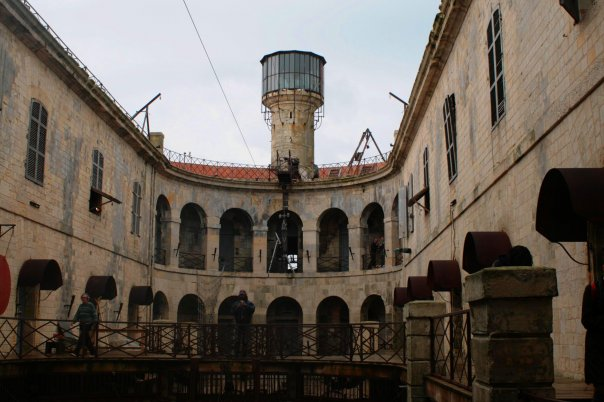
Wnętrze fortu

Weronika Książkiewicz, Mariusz Pudzianowski, Joanna Liszowska, Roman Polko, Krzysztof Skiba, Katarzyna Cichopek, Justyna Steczkowska, Przemysław Saleta, Natasza Urbańska, Anna Popek, Aleksandra Szwed, Conrado Moreno, Aneta Florczyk.
Seria 2.
Katarzyna Zielińska, Andrzej Grabowski, Olga Borys, Maciej Kurzajewski, Renata Dancewicz, Karol Strasburger, Beata Sadowska, Joanna Jabłczyńska, Piotr Cugowski, Marta „Mandaryna” Wiśniewska, Rafał Cieszyński, Jan Wieczorkowski, Anna Prus.
Seria 3.
1. Michał Koterski, Rafał Maserak, Magdalena Kajrowicz, Marcelina Zawadzka, Sławomir Zapała, Tomasz Ciachorowski;
2. Bilguun Ariunbaatar, Laura Breszka, Ewelina Lisowska, Anna Skura, Wojciech Gola i Filip Lato;
3. Rafał Jonkisz, Beata Pawlikowska, Antoni Smykiewicz, Mateusz Banasiuk, Karolina Pisarek, Nick Sinkler;
4. Marcin Wrzosek, Marek Kaliszuk, Nina Cieślińska, Eliza Trybała, Paweł Trybała, Radosław Pestka;
5. Agnieszka Skrzeczkowska, Bartosz „Bartek USA” Karpowski, Agnieszka Rylik, Rafał Maślak, Karolina Brzuszczyńska, Jakub Krzak;
6. Dawid Kwiatkowski, Stanisław Karpiel-Bułecka, Natalia Janoszek, Joanna „Ruda” Lazer, Kinga Sawczuk, Natalia Gacka;
7. Adam Zdrójkowski, Anja Orthodox, Daniel „Xantos” Rolley, Paweł „Czadoman” Dudek, Osi Ugonoh, Krystian Ziętkowsky;
8. Marcin Mroczek, Rafał Mroczek, Kamila Wybrańczyk, Damian Kordas, Olga Łasak, Mateusz Ziółko.

Seria 4.
1. Maciej Dąbrowski, Maria Sadowska, Ewa Minge, Damian „Stifler” Zduńczyk, Misheel Jargalsaikhan, Julia „Maffashion” Kuczyńska;
2. Edyta Herbuś, Tomasz Barański, Kamila Szczawińska, Katarzyna Skrzynecka, Marcin Łopucki, Aleksandra Szwed;
3. Maciej Musiał, Dominika Tajner, Michał Milowicz, Agnieszka Kaczorowska, Patryk Kaczmarczyk, Daniel Rutkowski;
4. Tymon Tymański, Tomasz Jacyków, Dominika Gwit, Michał Piróg, Katarzyna Dziurska, Emilian Gankowski;
5. Ania Rusowicz, Tomasz Stockinger, Leon Antczak-van Nispen, Joanna Jabłczyńska, Roma Gąsiorowska, Damian Antczak-van Nispen;
6. Sandra Kubicka, Aleksander Milwiw-Baron, Harry Jefferson, Grażyna Wolszczak, Odeta Moro, Jakub Kucner;
7. Tomasz Oświeciński, Kamil Nożyński, Joanna Moro, Saszan, Filip „Rudy” Antonowicz, Davina Reeves;
8. Damian Janikowski, Marcin Miller, Angelika „Littlemooonster96” Mucha, Piotr Gąsowski, Mariola Bojarska-Ferenc, Jakub Zdrójkowski.